# دانشگاه ملی دی ایتاپوا
دانشگاه ملی دی ایتاپوا (به اسپانیایی: Universidad Nacional de Itapúa) یک دانشگاه در پاراگوئه است که در انکارانسیون واقع شده‌است.